# TV Canção Nova Florianópolis
A TV Canção Nova de Santa Catarina é uma emissora de televisão brasileira sediada em Florianópolis, capital do estado de Santa Catarina. Opera no canal 23 (22 UHF digital)  e é uma emissora própria da TV Canção Nova. Foi arrendado a concessão da Fundação Educar Sul Brasil.